# Гладстон (Міссурі)
Гладстон (англ. Gladstone) — місто (англ. city) в США, в окрузі Клей штату Міссурі. Населення — 27 063 особи (2020).

## Географія
Гладстон розташований за координатами 39°12′47″ пн. ш. 94°33′32″ зх. д. / 39.21306° пн. ш. 94.55889° зх. д. (39.212980, -94.558956).  За даними Бюро перепису населення США в 2010 році місто мало площу 20,87 км², з яких 20,86 км² — суходіл та 0,01 км² — водойми.

## Демографія
Згідно з переписом 2010 року, у місті мешкало 25 410 осіб у 11 182 домогосподарствах у складі 6859 родин. Густота населення становила 1217 осіб/км².  Було 12148 помешкань (582/км²).
Расовий склад населення:
| - 85,8 % — білих - 5,2 % — чорних або афроамериканців - 1,7 % — азіатів - 0,6 % — вихідців з тихоокеанських островів - 0,6 % — корінних американців - 2,6 % — осіб інших рас |

До двох чи більше рас належало 3,5 %. Частка іспаномовних становила 7,3 % від усіх жителів.
За віковим діапазоном населення розподілялося таким чином: 21,3 % — особи молодші 18 років, 61,1 % — особи у віці 18—64 років, 17,6 % — особи у віці 65 років та старші. Медіана віку мешканця становила 41,7 року. На 100 осіб жіночої статі у місті припадало 91,9 чоловіків;  на 100 жінок у віці від 18 років та старших — 88,8 чоловіків також старших 18 років.
Середній дохід на одне домашнє господарство  становив 64 809 доларів США (медіана — 52 426), а середній дохід на одну сім'ю — 75 930 доларів (медіана — 62 281). Медіана доходів становила 46 565 доларів для чоловіків та 37 582 долари для жінок. За межею бідності перебувало 12,1 % осіб, у тому числі 15,6 % дітей у віці до 18 років та 4,3 % осіб у віці 65 років та старших.
Цивільне працевлаштоване населення становило 12 953 особи. Основні галузі зайнятості: освіта, охорона здоров'я та соціальна допомога — 20,9 %, роздрібна торгівля — 13,0 %, науковці, спеціалісти, менеджери — 12,0 %, виробництво — 11,4 %.